# ニール・ヤング (1979年生のサッカー選手)
ニール・ヤング（英語: Neil Young、1979年8月14日 - ）は、オーストラリアの元サッカー選手、現サッカー指導者。選手時代のポジションはGK。

## 経歴
1996年にソレントFCで選手となり、長く在籍した。その後、クルー・アレクサンドラFC、ストックポート・カウンティFC、AFCボーンマスのトライアルに参加したが上手くいかず、メルボルン・ナイツFCに2008年に移籍した。
2009年にベン・ケネディの控えとしてニューカッスル・ユナイテッド・ジェッツFCに加入。同年11月8日の試合前のウォーミングアップ中にケネディが鼠蹊部を負傷したために急遽出番が回ってきてAリーグ初出場となった。この試合を2-0で勝利するとその後も起用されたが、1月13日の試合でルーズボールをキャッチに行った際にシェーン・スメルツに顔面を蹴られて大怪我
。
1ヶ月半以上に亘る集中治療を受けた結果、体重は20kgも落ちた。骨髄を負傷したため白血球の生成に支障を来し、その影響で大腸も切除しなければならないという深刻な状況であったが、命に支障はなかった。
2011年2月28日に選手兼任GKコーチとして2年契約でパース・グローリーFCに移籍、ダニー・ヴコヴィッチの控えを務めた。2013年に選手を引退した。

## 指導歴
2011年からパース・グローリーでGKコーチを務め、2014年まで在籍。
翌年はニューカッスル・ジェッツでGKコーチを務めた。
その後、インド・スーパーリーグのケーララ・ブラスターズFC、タイ・プレミアリーグのバンコク・グラスFC、ブリーラム・ユナイテッドFCでGKコーチを務めた。
2019年にメルボルン・シティFCのGKコーチに就任。